# کاشوبی‌ها
کاشوبی‌ها (کاشوبی: Kaszëbi؛ الگو:Lang-po؛ آلمانی: Kaschuben) قومیتی له (اسلاو غربی) بومی شرق پومرانی در شمال شرق لهستان هستند. سکونت‌گاه‌های آنان گاه کاشوبیا نامیده می‌شود. کاشوبی‌ها به زبان کاشوبی سخن می‌گویند که بسیار به لهستانی نزدیک است.